# Hans Richard Schittny
Hans Richard Schittny (* 26. Oktober 1924 in Glatz, Landkreis Glatz, Provinz Niederschlesien; † 4. Januar 2009 in Gütersloh) war ein deutscher Apotheker und Schriftsteller.

## Leben

### Ausbildung
Im Zweiten Weltkrieg wurde Schittny zunächst zur Luftwaffe eingezogen und zum Navigator ausgebildet. Anschließend gelangte er zur Infanterie und geriet im März 1945 in Kriegsgefangenschaft. Er arbeitete während der Gefangenschaft in einem Kohlebergwerk bis ihm ein Jahr später die Flucht gelang. In Osnabrück fand er eine Stelle als Dolmetscher für Englisch, erlernte dann das Apothekerhandwerk und studierte anschließend Pharmazie in Münster.

### Apothekerlaufbahn
Er beendete das Studium und erhielt eine Promotionsstelle bei Schratz. Diese musste er jedoch ausschlagen, da sein Vater Richard Schittny am 25. Dezember 1952 verstarb und er die Mohren-Apotheke, die sein Vater 1950 gegründet hatte, weiterführen wollte. Am 1. April 1955 übernahm er schließlich die Apotheke in Gütersloh, die sich zu dieser Zeit in einer schwierigen finanziellen Lage befand. Gleichzeitig besaß er damit die Produktionsstätte des sogenannten Jerusalemer Balsams, dessen Rezept sein Großvater Johannes Schittny 1892 erworben hatte. Mit dem Städtischen Klinikum Gütersloh und dem Elisabeth-Hospital schloss Schittny Versorgungsverträge ab, die insgesamt 25 Jahre Bestand hatten. Neben dem Beruf des Apothekers übernahm er wissenschaftliche Lehraufträge für Chemie und Arzneimittellehre am Evangelisch Stiftischen Gymnasium und zwei Krankenpflegeschulen in Gütersloh. 18 Jahre lang war er zudem Vertrauensapotheker im Kreis Gütersloh für die Apothekerkammer Westfalen-Lippe. Er war außerdem Präsident des Rotary-Clubs Gütersloh, Mitglied im Kirchenvorstand St. Pankratius und des Kuratoriums des Elisabeth-Hospitals. Zudem gründete er den Verein „Länderausschuss Tschechien–Slowakei–Deutschland“ von Rotary International. 1995 verpachtete er die Mohren-Apotheke und kümmerte sich ausschließlich um seine schriftstellerische Tätigkeit.

### Schriftstellertätigkeit
1984 begann Schittny zu schreiben. Er forschte zunächst über die Herkunft seiner Familie und veröffentlichte das Werk Odersky, die Geschichte einer mährischen Familie im Deutschen Familien Archiv. Es folgte 1988 ein Sachbuch über die Mohren-Apotheke in Glatz mit dem Titel 600 Jahre Mohren-Apotheke Glatz – Historische Erzählung im Selbstverlag und 1993 eine Monografie über das Jerusalemer Balsam (Die Geschichte des Jerusalemer Balsam). Nach der Verpachtung seiner Apotheke widmete er sich pharmazeutischen, historischen und alchemistischen Studien. So erschienen 2005 Begegnung mit dem Stein der Weisen – Eine Bilderreise durch die Alchemie und mit Sagen, Märchen und Historisches im Spiegel des Kriegsnotgeldes 1917 bis 1923 eine Abhandlung über das Notgeld. Mit Unehrlich geboren – Der Henker von Prag erschien 2007 ein historischer Roman über seinen Ur-Ur-Ur-Großvater. Als Herausgeber brachte er 2007 zudem das Sammelwerk Der lange Weg von Sokrates zu Einstein als Multimedia-Paket heraus. Eine Autobiografie namens Erinnerungen blieb auf seinen Wunsch bisher unveröffentlicht.
Am 4. Januar 2009 verstarb Hans Richard Schittny 84-jährig in Gütersloh.

## Werke (Auswahl)
- Odersky, die Geschichte einer mährischen Familie. In: Deutsches Familien Archiv. Degener und Co. Verlag, Neustadt an der Aich, ISBN 3-7686-5073-1.
- 600 Jahre Mohren-Apotheke Glatz – Historische Erzählung. Marx Verlag, Lüdenscheid 1988.
- Die Geschichte des Jerusalemer Balsam. Monographie einer Wundarznei von 1609. Selbstverlag, 1993.
- Begegnung mit dem Stein der Weisen: Eine Bilderreise durch die Alchemie. Books on Demand, 2007, ISBN 978-3-8334-7790-4.
- Sagen, Märchen und Historisches im Spiegel des Kriegsnotgeldes: 1917 bis 1923. Books on Demand, 2005, ISBN 3-8334-2977-1.
- Unehrlich geboren: Der Henker von Prag. Books on Demand, 2005, ISBN 3-8370-0754-5.
- Der lange Weg von Sokrates zu Einstein. Herausgeberschrift. Buch und Begleit-DVD. Selbstverlag, 2008.